# 判補
判補（はんぽ）とは、律令制における補任の1つ。勅任・奏任・判任の下位に置かれており、主に雑任を補任する際に用いられる。唐では流外官を補す際に用い、流内官を授ける制授・奏授もしくは勅授の下位にある。
式部省もしくは兵部省が選考して太政官が任命するが、実質的な任命権限は省にあり、更に選考には補任される官職が属する官司の意向も考慮されてと考えられている。
対象になるのは、選叙令では舎人・史生・使部・伴部・帳内・資人など無位もしくは初位相当の分番官である。